# 等覚院
等覚院（とうがくいん、旧字体：等覺院）は、神奈川県川崎市宮前区神木本町にある天台宗の寺院。寺号は長徳寺。山号は神木山（しぼくさん）。本尊は不動明王立像（秘仏）。通称つつじ寺。
本尊は秘仏で拝むことは出来ないが「新編武蔵風土記稿」では一尺五寸の不動明王立像と伝えている。境内には約2000株のつつじが植えられ「つつじ寺」として親しまれている。4月中旬〜5月上旬ごろが見頃で、開花期間中には「花説法」が行われる。

## 歴史
- 創建年代等は不詳
- 江戸時代の文化・文政期　「新編武蔵風土記稿」の長尾村の頁に「等覺院」の記録がある[5]。

| 「谷長尾の乾にあり、天台宗深大寺の門徒神木山長徳寺と號す、客殿五間に七間、坤向、本尊不動長一尺五寸立身の木像なり、開山開基を詳にせず。」 |

- 嘉永7年（1854年） 等覚院の滝の水が流行りとなる[6]
- 安政年間（1854 - 1860年）本堂再建[7]
- 明治15年（1882年） 仁王門建立
- 令和2年（2020年） 万福稲荷堂移設建立[8]

## 文化財
- 木造薬師如来坐像（川崎市指定文化財[9]）
- 等覚院手水鉢（川崎市地域文化財[10]）

## 神木観音堂
等覚院神木観音堂は等覚院の境外仏堂である。神木堂とも称され、住所は川崎市宮前区神木本町2-11-21にある。本尊は行基の作と伝わる十一面観音像。

## 札所等
- 関東三十六不動霊場 第六番[3]
- 東国花の寺百ヶ寺 第五番
- 関東九十一お薬師霊場 第十六番
- 準西国稲毛三十三所観音霊場 第二十八番 （神木観音堂）[3]

## ギャラリー

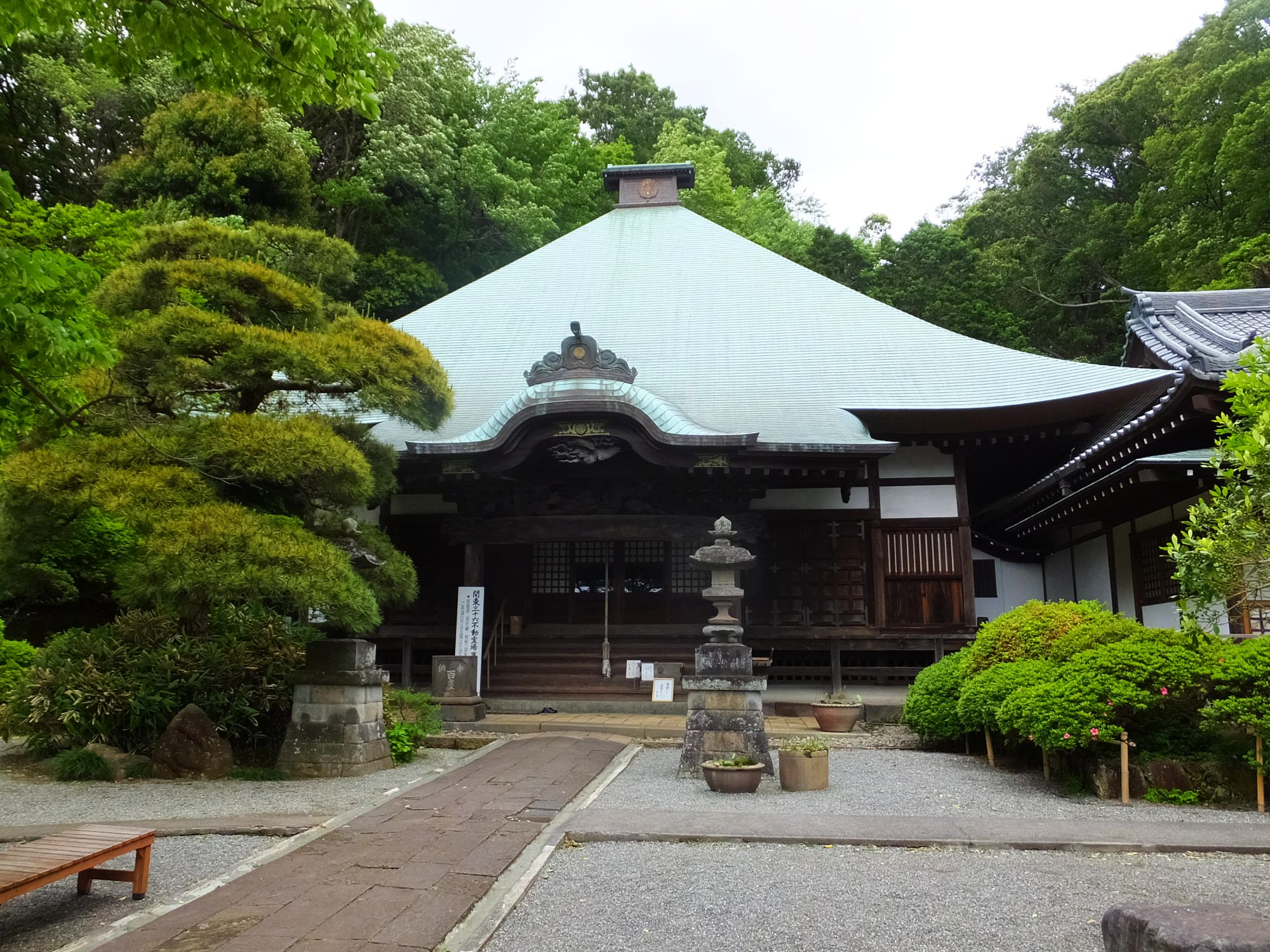
本堂
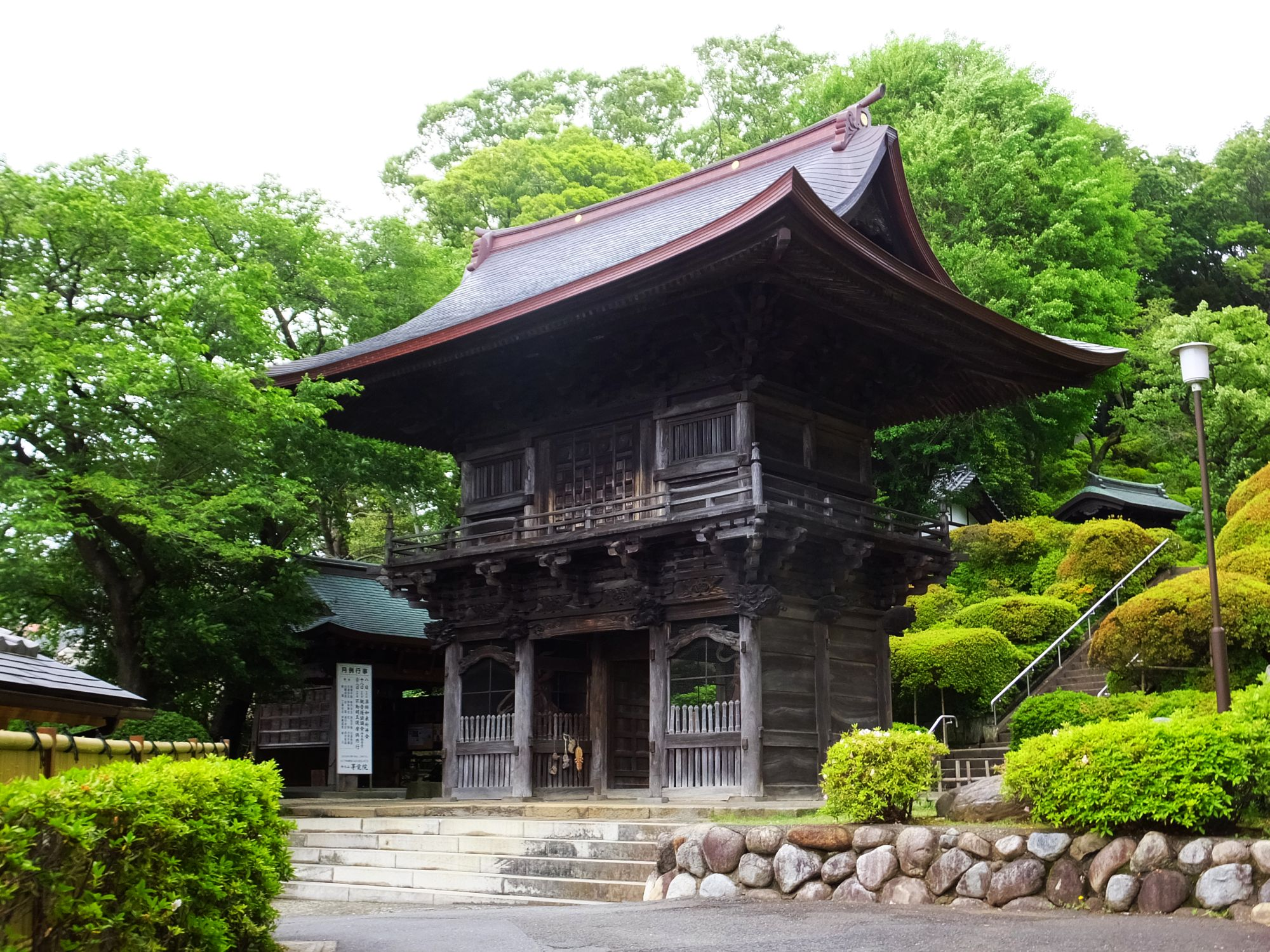
仁王門
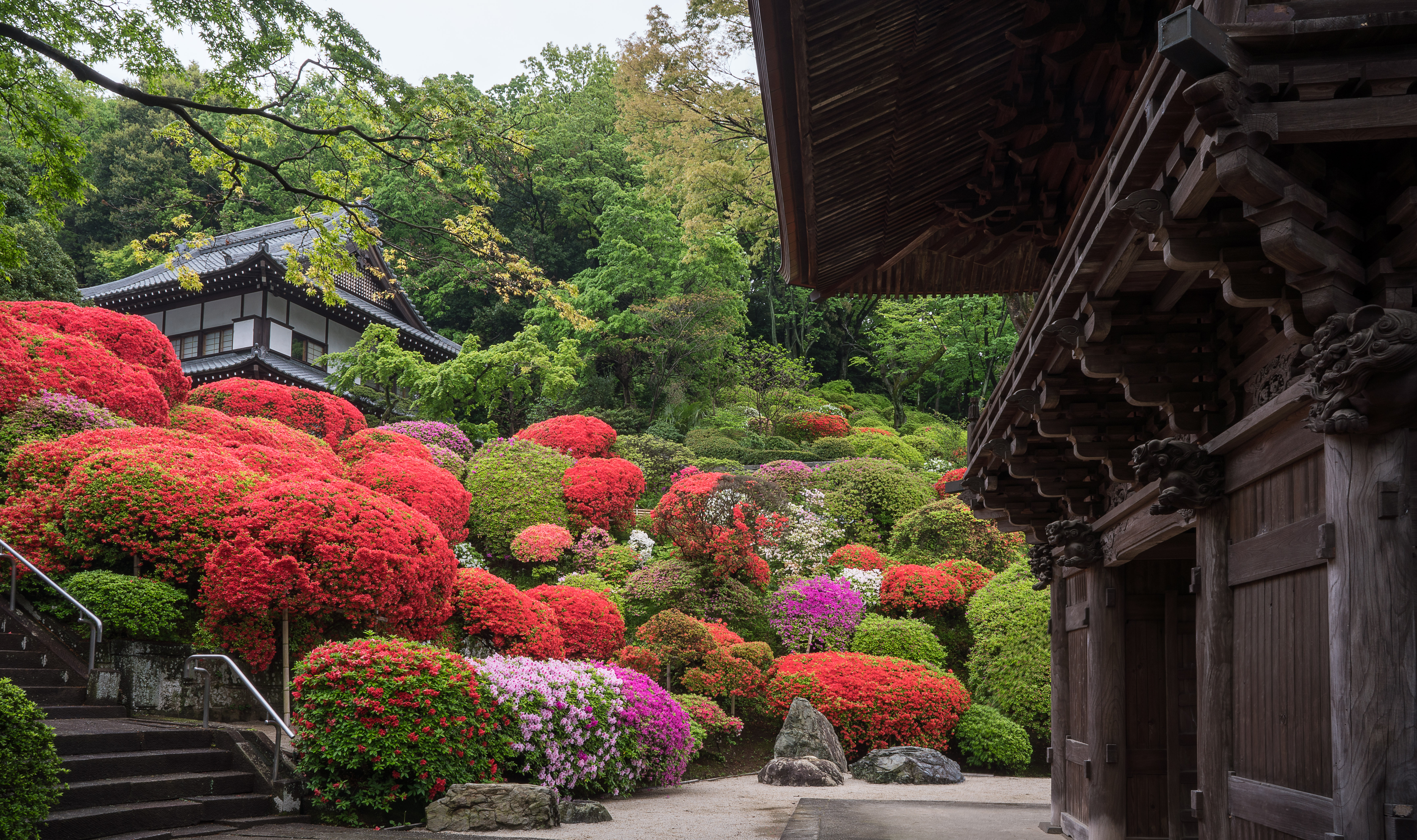
つつじの季節（2016年4月撮影）
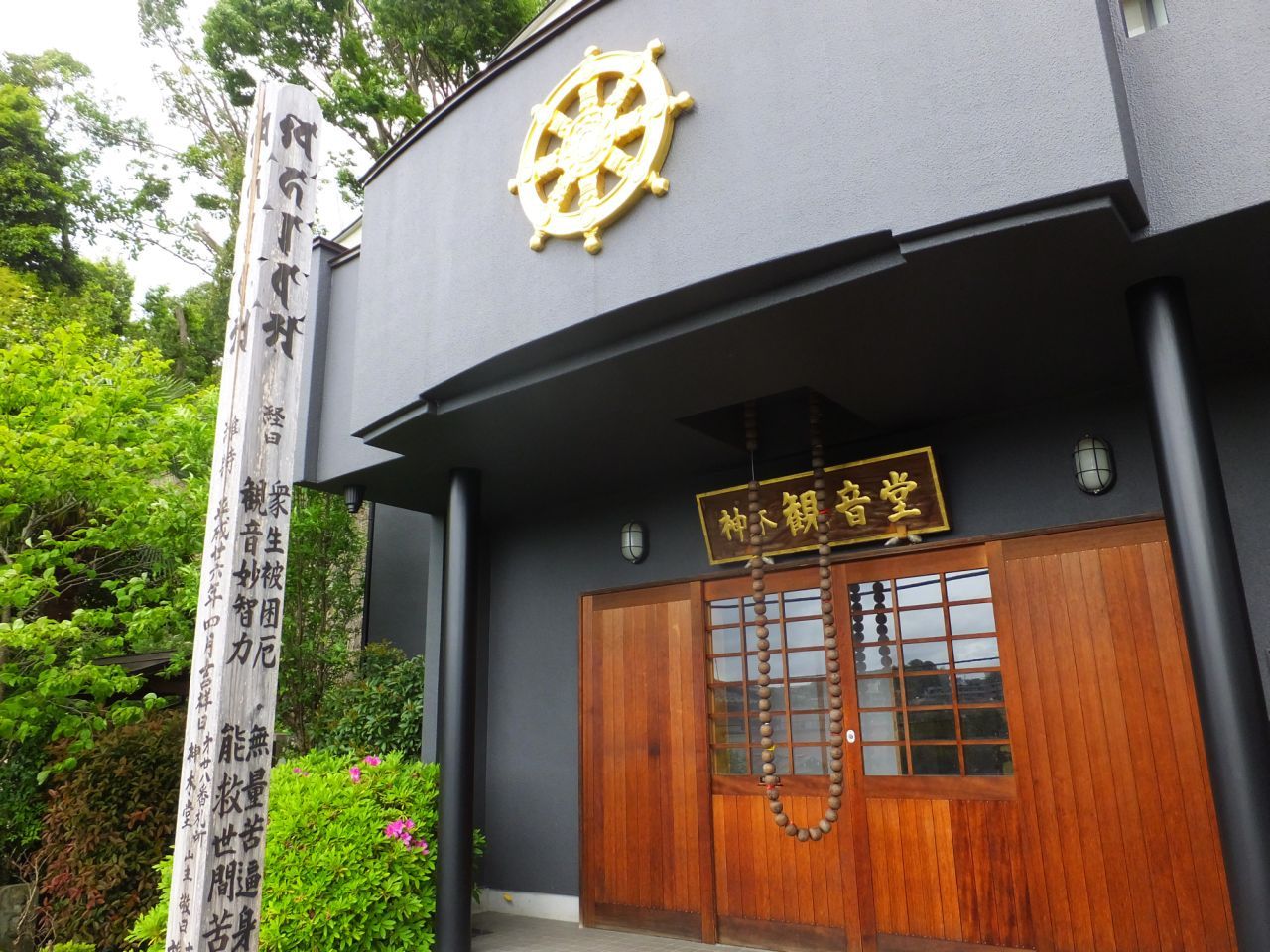
神木観音堂

## 交通アクセス
等覚院
- JR南武線「武蔵溝ノ口駅」／東急田園都市線・大井町線「溝の口駅」南口から市営バス溝15 - 19系統「神木本町」下車、徒歩10分、
- JR南武線・小田急小田原線「登戸駅」から川崎市バス登05系統「神木不動」下車、徒歩2分
- JR南武線・小田急小田原線「登戸駅」から川崎市コミュニティ交通あじさい号 会館回り＆学校回り「五所塚公園」下車徒歩2分。または学校回り「長尾小学校前」下車、徒歩2分
- JR南武線「久地駅」から川崎市コミュニティ交通あじさい号 会館回り＆学校回り「「五所塚公園」下車徒歩2分。または学校回り「長尾小学校前」下車、徒歩2分

等覚院神木観音堂（神木堂）
- JR南武線武蔵溝ノ口駅よりバス[11]